# Villa Rural El Palmar
Villa Rural El Palmar, oder einfach El Palmar, ist ein kleiner ländlicher Ort in der Provinz Chaco im Norden Argentiniens. Das Dorf hat 794 Einwohner (INDEC 2001) und lebt von Viehzucht und ein wenig Holzwirtschaft.
Villa Rural El Palmar wurde 1940 gegründet.